# Sara Sport FC
Sara Sport de Bafilo Football Club w skrócie Sara Sport FC – togijski klub piłkarski grający w togijskiej pierwszej lidze, mający siedzibę w mieście Bafilo.

## Sukcesy
- Puchar Togo[1]:
  - finał (1): 2001.

## Występy w afrykańskich pucharach
| Sezon | Rozgrywki                 | Runda   | Kraj             | Klub            | Dom | Wyjazd | Dwumecz |
| ----- | ------------------------- | ------- | ---------------- | --------------- | --- | ------ | ------- |
| 2002  | Puchar Zdobywców Pucharów | wstępna | Gwinea Równikowa | Atlético Malabo | –   | –      | –       |

## Stadion
Domowe mecze klub rozgrywa na stadionie o nazwie Stade Municipal Bafilo w Bafilo. Stadion może pomieścić 1000 widzów.

## Reprezentanci kraju grający w klubie od 1990 roku
Stan na lipiec 2023.
| - Kassim Guyazou | - Ismaël Ouro-Agoro |